# Danyło Sikan
Danyło Jarosławowycz Sikan, ukr. Данило Ярославович Сікан (ur. 16 kwietnia 2001 w Żytomierzu) – ukraiński piłkarz, grający na pozycji napastnika.

## Kariera piłkarska

### Kariera klubowa
Wychowanek Szkoły Sportowej Karpaty Lwów, barwy której bronił w juniorskich mistrzostwach Ukrainy (DJuFL). 12 sierpnia 2018 roku rozpoczął karierę piłkarską w składzie pierwszej drużyny Karpat w meczu z FK Mariupol. 13 kwietnia 2019 debiutował w składzie pierwszej drużyny w meczu z Zorią Ługańsk. 21 stycznia 2019 jako wolny agent podpisał kontrakt z Szachtarem Donieck. 13 lutego 2019 został wypożyczony do FK Mariupol.

### Kariera reprezentacyjna
26 października 2015 debiutował w juniorskiej reprezentacji Ukrainy U-17. W latach 2016–2018 występował w reprezentacji U-19. Od 2018 został powołany do młodzieżowej reprezentacji Ukrainy.

## Sukcesy i odznaczenia

### Sukcesy reprezentacyjne
- Mistrzostwo świata U-20: 2019

Ukraina U-21
- brązowy medalista Mistrzostw Europy U-21: 2023

### Odznaczenia
- Order „Za zasługi” III Klasy – 2019[3]
- tytuł Mistrza Sportu Ukrainy – 2019